# Tales of Eternia (série télévisée d'animation)
 (octobre 2019).
Si vous disposez d'ouvrages ou d'articles de référence ou si vous connaissez des sites web de qualité traitant du thème abordé ici, merci de compléter l'article en donnant les références utiles à sa vérifiabilité et en les liant à la section « Notes et références ».
Tales of Eternia ('テイルズ　オブ　エターニア, Teiruzu obu Etānia) est un anime japonais en treize épisodes de 25 minutes, créé d'après le jeu vidéo éponyme de Namco et diffusée du 8 janvier au 26 mars 2001.
Cette série est inédite dans les pays francophones.

## Synopsis
Rid, Farah, Keel et Meredy parcourent le monde à la recherche d'esprits suffisamment puissants pour empêcher Célestia, le continent volant et Inferia, la Terre, d'entrer en collision et provoquer ainsi la fin du monde.
Dans leur quête, ils seront aidés par Marone, une chasseuse de primes et de Corina, une saltimbanque, qui trouvent en nos héros une formidable source d'inspiration.
Ils arrivent alors sur l'île de Belcanu, lieu où tout va se jouer...

## Voix japonaises
- Akira Ishida : Rid Hershel
- Omi Minami : Meredy
- Sōichirō Hoshi : Keel Zeibel
- Yui Horie : Corina Solgente
- Yuko Minaguchi : Farah Oersted
- Eiji Maruyama : Narration
- Kotono Mitsuishi : Ekusushia
- Megumi Hayashibara : Marone Bluecarno
- Miyuki Machida : Shirufu
- Rumi Kasahara : Platia
- Tetsu Inada : Efreet
- Tomoe Hanba : Minima
- Yuuko Sumitomo : Quickie

## Épisodes
1. Aventures dans le monde du bas
2. La chasseuse de primes des mers
3. Ouragan dans les îles du Sud
4. Le combat des femmes
5. L'élégance d'une chanteuse
6. Le mystère de Belcanu
7. L'unité noire
8. La nuit de Craymel Dust
9. Le vol des esprits gardiens
10. Disparue dans le soleil
11. Corina
12. La chaîne de l'existence
13. Le départ